# Vladimír Oleríny
Vladimír Oleríny (15. července 1921, Banská Bystrica – 29. duben 2016, Bratislava) byl slovenský literární historik a překladatel ze španělštiny a portugalštiny. Platí vedle prof. Jozefa Škultétyho za jednoho ze zakladatelů oboru hispanistiky na Slovensku.

## Život a dílo
Vystudoval právnickou fakultu Univerzity Komenského v Bratislavě. Jeho dcerou je MUDr. Daniela Hatalová.
Mezi španělskojazyčné autory beletrie, které převedl ze španělštiny do slovenštiny, patří kupříkladu Alejo Carpentier, Federico García Lorca, Alarcón, Rómulo Gallegos, Miguela Ángela Asturiase, Miguela de Unamuna, Eduarda Galeána, Augusto Roa Bastos, Miguel Otero Silva, José Ortega y Gasset etc. Z portugalštiny pak přeložil např. José Maríu de Eçu de Queiróse, Jorgeho Amada, Manuela Antônia de Almeidu atd.
Je autorem slovenských literárně-vědeckých prací jako např. Poludníky literatúry : zápasy o realizmus v československom a latinskoamerickom literárnom kontexte (1989), či Zlatý vek španielskej drámy (1973).